# Rover 45
Rover 45 es un automóvil compacto del segmento D producido por la compañía británica MG Rover durante los años 1999-2005. Este vehículo se caracterizaba por poder escogerse con carrocería de 4 o 5 puertas y contaba con un equipamiento de serie bastante completo.

## Desarrollo
Su primera fase apareció en el año 1999, se trata de un Rover 400 totalmente rediseñado, concretamente más del 75% de piezas son completamente nuevas. El automóvil tiene una base mecánica con 4 motores bien definidos, 3 gasolina y 1 turbodiésel. La gama básica se componía de 2 motores gasolina atmosféricos de la serie K, concretamente un bloque de 1.4 litros y 1.6 litros. En lo más alto de la gama se encontraban los motores de 2 litros V6 gasolina y 2 litros turbodiésel con inyección directa, turbocompresor e intercooler.
En la segunda fase desaparecen las líneas cromadas del parachoques delantero y trasero así como los faros dobles redondos registrados bajo el hielo suave. Sin embargo, el trabajo más grande es que se vuelve a rediseñar el tablero de instrumentos con la aparición de los respiraderos redondos, engastado en cromo, climatizador automático, puertas que se cierran más de 10 km/h, y un nuevo tronco de alisamiento.
Es un vehículo que se caracterizaba por ofrecer unos muy buenos acabados interiores y una imagen lujosa en su exterior, donde los 4 faros delanteros nos recuerdan a vehículos de un segmento superior. Existió una versión más compacta, unos 15 centímetros más corta, que ofrecía 5 puertas y un aprovechamiento mayor del maletero con el portón, pero reducía la capacidad de 470 litros del sedán a 370 litros. En el año 2005 se cesó su producción de forma definitiva tras más de 6 años en el mercado.

### Medidas

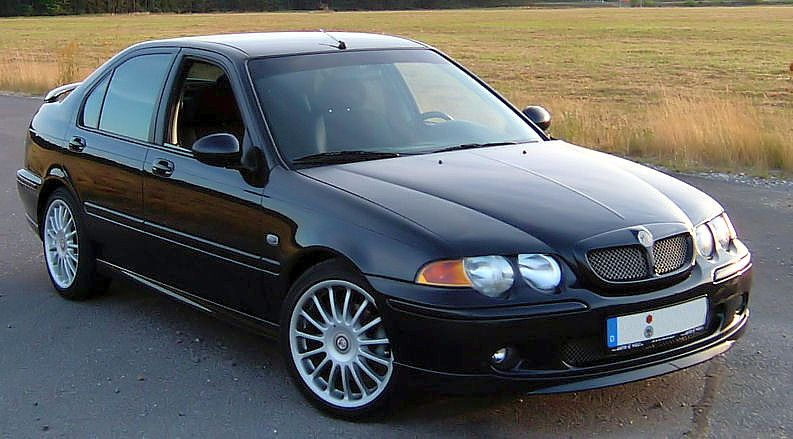
MG ZS, un modelo derivado del grupo.

| Medida               | Milímetros |
| -------------------- | ---------- |
| Longitud             | 4540 mm    |
| Ancho                | 1678 mm    |
| Altura               | 1386 mm    |
| Distancia entre ejes | 2620 mm    |